# Spirorbis quingyani
Spirorbis quingyani är en ringmaskart som beskrevs av Stiller 2000. Spirorbis quingyani ingår i släktet Spirorbis och familjen Serpulidae. Inga underarter finns listade i Catalogue of Life.